# Іванківський район
Іва́нківський райо́н — колишній район України на півночі Київської області. Був ліквідований та увійшов до складу Вишгородського району внаслідок адміністративно-територіальної реформи. Центр — смт Іванків. Населення становить 30545 осіб (на 1 жовтня 2013). Площа району 3616 км² (найбільший район в Україні). Північна частина району лежить у Чорнобильській зоні відчуження. 1986 року населені пункти Чорнобильського району, що не були відселені, були передані до Іванківського району, а сам Чорнобильський район був ліквідований.
У районі 1 селищна і 22 сільських ради; 1 місто, 1 селище міського типу і 80 сіл.

## Географія
Річки: Муравка, Сахан.

## Історія
10—12 листопада 1921 року під час Листопадового рейду через Кропивню, Підгайне, потім 14—15 листопада через Леонівку, потім 16 — 18 листопада через Шпилі, Рудню-Тальську, Леонівку, Блідчу теперішнього Іванківського району проліг шлях Подільської групи (командувач Сергій Чорний) Армії Української Народної Республіки.
14—17 листопада 1921 року під час того ж Листопадового рейду через Леонівку, Жереву, Жеревпілля, Розважів, Термахівку, Полідарівку теперішнього Іванківського району проліг шлях Волинської групи (командувач — Юрій Тютюнник) Армії Української Народної Республіки.

## Адміністративний устрій
Адміністративно-територіально район поділяється на 1 селищну раду, 26 сільських рад та місто Чорнобиль, які підпорядковується Іванківській районній раді. На території району 82 населених пункти. Адміністративний центр — смт Іванків.

### Діючі
Нижче перераховані селищні та сільські ради і населені пункти, які до них належать:
| - м. Чорнобиль Іванківська селищна рада - смт Іванків - Болотня - Запрудка - Федорівка Блідчанська сільська рада - Блідча - Коленці - Коленцівське - Леонівка Варівська сільська рада - Варівськ - Людвинівка - Рахвалівка Горностайпільська сільська рада - Горностайпіль - Губин - Лапутьки Димарська сільська рада - Димарка - Старий Міст - Рудня-Левківська - Шевченкове Дитятківська сільська рада - Дитятки - Зорин - Фрузинівка | Жміївська сільська рада - Жміївка - Верхолісся Зарудянська сільська рада - Заруддя - Калинове - Осовець - Слобода-Кухарська Кропивнянська сільська рада - Кропивня - Мокра Корма - Рудня-Сидорівська Кухарівська сільська рада - Кухарі - Підгайне - Яхнівка Ладижицька сільська рада - Сукачі Макарівська сільська рада - Макарівка - Мала Макарівка - Нові Макалевичі - Русаки Мусійківська сільська рада - Мусійки - Поталіївка | Обуховицька сільська рада - Обуховичі - Станішівка Оливська сільська рада - Олива - Захарівка - Старовичі Олизарівська сільська рада - Олізарівка Оранська сільська рада - Оране - Степанівка - Хочева Пісківська сільська рада - Піски - Доманівка - Карпилівка - Ковалівка Прибірська сільська рада - Прибірськ - Пироговичі Розважівська сільська рада - Розважів - Жерева - Жеревпілля - Ставрівка - Шевченкове |

### Зняті з обліку
Населені пункти, зняті з обліку в 1999 році у зв'язку з відселенням мешканців із зони відчуження ЧАЕС.
| Заліська сільська рада - Залісся - Запілля - Іванівка - Новосілки Зимовищенська сільська рада - Зимовище - Крива Гора - Старосілля Іллінецька сільська рада - Іллінці - Рудня-Іллінецька - Стара Красниця Копачівська сільська рада - Копачі - Лелів Корогодська сільська рада - Корогод - Глинка - Замошня Купуватська сільська рада - Купувате - Городище - Оташів Ладижицька сільська рада - Ладижичі - Заглиб'я - Теремці - Хутір Золотніїв | Машівська сільська рада - Машеве - Красне Новошепелицька сільська рада - Новошепеличі - Кошарівка - Усів Опачицька сільська рада - Опачичі - Кам'янка - Плютовище Паришівська сільська рада - Паришів - Кошівка Річицька сільська рада - Річиця - Буряківка - Нова Красниця - Рудьки Розсохівська сільська рада - Розсоха - Бички - Іловниця Старошепелицька сільська рада - Старі Шепеличі - Бенівка | Стечанська сільська рада - Стечанка - Роз'їждже Терехівська сільська рада - Терехи - Андріївка Товстоліська сільська рада - Товстий Ліс - Буда - Красне Чапаєвська сільська рада - Чапаєвка - Городчан - Коцюбинське Черевацька сільська рада - Черевач - Рудня-Вересня - Ямпіль Чистогалівська сільська рада - Чистогалівка Прип'ятська міська рада - Янів (знято з обліку 1.04.2003 р.) - Чорнобиль-2 |

## Населення
Розподіл населення за віком та статтю (2001):
| Стать | Всього | До 15 років | 15-24 | 25-44 | 45-64 | 65-85 | Понад 85 |
| --- | ------ | ----------- | ----- | ----- | ----- | ----- | -------- |
| Чоловіки | 15 855 | 2832        | 1980  | 4567  | 3945  | 2414  | 117      |
| Жінки | 19 516 | 2809        | 1944  | 4258  | 4529  | 5354  | 622      |
| \| Статево-вікова піраміда \| Статево-вікова піраміда \| Статево-вікова піраміда \| \| ----------------------- \| ----------------------- \| ----------------------- \| \| Чоловіки \| Вік \| Жінки \| \| 117 \| 85 + \| 622 \| \| 192 \| 80-84 \| 774 \| \| 609 \| 75-79 \| 1600 \| \| 867 \| 70-74 \| 1757 \| \| 746 \| 65-69 \| 1223 \| \| 1125 \| 60-64 \| 1663 \| \| 663 \| 55-59 \| 798 \| \| 979 \| 50-54 \| 986 \| \| 1178 \| 45-49 \| 1082 \| \| 1338 \| 40-44 \| 1180 \| \| 1109 \| 35-39 \| 1053 \| \| 1100 \| 30-34 \| 1048 \| \| 1020 \| 25-29 \| 977 \| \| 925 \| 20-24 \| 910 \| \| 1055 \| 15-20 \| 1034 \| \| 1137 \| 10-14 \| 1170 \| \| 967 \| 5-9 \| 929 \| \| 728 \| 0-4 \| 710 \| |        |             |       |       |       |       |          |
| Статево-вікова піраміда |        |             |       |       |       |       |          |
| Чоловіки | Вік    | Жінки       |       |       |       |       |          |
| 117 | 85 +   | 622         |       |       |       |       |          |
| 192 | 80-84  | 774         |       |       |       |       |          |
| 609 | 75-79  | 1600        |       |       |       |       |          |
| 867 | 70-74  | 1757        |       |       |       |       |          |
| 746 | 65-69  | 1223        |       |       |       |       |          |
| 1125 | 60-64  | 1663        |       |       |       |       |          |
| 663 | 55-59  | 798         |       |       |       |       |          |
| 979 | 50-54  | 986         |       |       |       |       |          |
| 1178 | 45-49  | 1082        |       |       |       |       |          |
| 1338 | 40-44  | 1180        |       |       |       |       |          |
| 1109 | 35-39  | 1053        |       |       |       |       |          |
| 1100 | 30-34  | 1048        |       |       |       |       |          |
| 1020 | 25-29  | 977         |       |       |       |       |          |
| 925 | 20-24  | 910         |       |       |       |       |          |
| 1055 | 15-20  | 1034        |       |       |       |       |          |
| 1137 | 10-14  | 1170        |       |       |       |       |          |
| 967 | 5-9    | 929         |       |       |       |       |          |
| 728 | 0-4    | 710         |       |       |       |       |          |

## Екскурсійні об'єкти
- Історико-краєзнавчий музей (Іванків)
- Музей бойової слави (Блідча)
- Музей ткацтва (Обуховичі)
- Пам'ятник Герою Радянського Союзу В. Кибенку (Іванків)
- Пам'ятник загиблим партизанам — ковпаківцям (Блідча)
- Пам'ятний знак на честь 400-річчя (Іванків)
- Пам'ятник «Дзвін» (Іванків)
- Космодем'янська церква (с. Коленці)
- Церква Богородицька Діви Марії (с. Мусійки)
- Церква Іоана Богослова (с. Сидоровичі)
- Церква Олександра Невського (с. Феневичі)
- Церква Різдва Богородиці (Іванків)

## Політика
25 травня 2014 року відбулися Президентські вибори України. У межах Іванківського району було створено 58 виборчих дільниць. Явка на виборах складала — 70,76 % (проголосували 17 377 із 24 556 виборців). Найбільшу кількість голосів отримав Петро Порошенко — 61,79 % (10 738 виборців); Юлія Тимошенко — 14,44 % (2 509 виборців), Олег Ляшко — 9,97 % (1 733 виборців), Анатолій Гриценко — 4,16 % (723 виборців). Решта кандидатів набрали меншу кількість голосів. Кількість недійсних або зіпсованих бюлетенів — 0,87 %.